# Kratae R-Siam
 (mai 2019).
Si vous disposez d'ouvrages ou d'articles de référence ou si vous connaissez des sites web de qualité traitant du thème abordé ici, merci de compléter l'article en donnant les références utiles à sa vérifiabilité et en les liant à la section « Notes et références ».
Kratae R-Siam (en thaï กระแต อาร์สยาม), née Niphaporn Boonyalieang, (en thaï นิภาพร บุญยะเลี้ยง) est une chanteuse de musique traditionnelle thaïlandaise, appelée luk thung née 25 août 1987 à Lampang, en Thaïlande,.
C'est une des vedettes du luk thung les plus connues avec les chanteurs Suraphol Sombatcharoen, Sayan Sanya, Yodrak Salakjai, Chai Muengsingh, Monkhaen Kaenkoon et les chanteuses Pumpuang Duangjan, Pongsri Woranuch, Tai Orathai et Jintara Poonlarp.
Son tout premier album, Perd Jai Sao Tae (เปิดใจสาวแต), sorti en 2007, a pu être vendu à un million de disques.

## Discographie

### Avant d'entrer à la R-Siam
- 2003 : lLuk Thung Four-Teen

### Entrée à la R-Siam

#### Album
- 2003 : Loog Thung 4 teens[5]
- 2007 : Perd Jai Sao Tae[6]
- 2007 : Khong Kwan Jark Sao Tae[7]
- 2008 : Sao Kard Laeng'[6]
- 2010 : Tee Kao Kayao Dance[8]
- 2011 : Ruk Na Chuek Chuek[9]

#### Singles
- 2008 : Rak Rue Mai Rak feat Dr.Fuu
- 2014 : Tued
- 2014 : Hidden Line feat Timethai
- 2014 : Meri feat Kratay Rsiam
- 2015 : Stay Cool!
- 2016 : Flick
- 2016 : Strong feat Waii
- 2017 : Roe Phee Tee Ban Noak
- 2018 : Thick
- 2018 : Slip
- 2019 : Sao Doay Koay Phee